# Campeonato Mundial de Esportes Aquáticos de 1998
O Campeonato Mundial de Esportes Aquáticos de 1998 foi a oitava edição do Campeonato Mundial de Esportes Aquáticos. Foi realizado na cidade de Perth, na Austrália, de 8 a 17 de janeiro.

## Esportes
- Maratona Aquática
- Nado Sincronizado
- Natação
- Pólo Aquático
- Saltos Ornamentais

## Quadro de Medalhas
| #  | País                | Gold. | Silver. | Bronze. | Total |
| -- | ------------------- | ----- | ------- | ------- | ----- |
| 1  | Estados Unidos      | 16    | 6       | 8       | 30    |
| 2  | Rússia              | 11    | 2       | 3       | 16    |
| 3  | Austrália           | 7     | 7       | 10      | 24    |
| 4  | China               | 6     | 8       | 4       | 18    |
| 5  | Ucrânia             | 3     | 1       | 0       | 4     |
| 6  | Alemanha            | 1     | 7       | 6       | 14    |
| 7  | Países Baixos       | 1     | 4       | 3       | 8     |
| 8  | França              | 1     | 4       | 1       | 6     |
| 9  | Itália              | 1     | 2       | 1       | 4     |
| 10 | Hungria             | 1     | 1       | 2       | 4     |
| 11 | Espanha             | 1     | 1       | 0       | 2     |
| 12 | Bélgica             | 1     | 0       | 0       | 1     |
|    | Costa Rica          | 1     | 0       | 0       | 1     |
| 14 | Japão               | 0     | 4       | 4       | 8     |
| 15 | Eslováquia          | 0     | 2       | 1       | 3     |
| 16 | Canadá              | 0     | 1       | 3       | 4     |
| 17 | Suécia              | 0     | 1       | 1       | 2     |
| 18 | Reino Unido         | 0     | 0       | 2       | 2     |
| 19 | Argentina           | 0     | 0       | 1       | 1     |
|    | Porto Rico          | 0     | 0       | 1       | 1     |
|    | Sérvia e Montenegro | 0     | 0       | 1       | 1     |

## Resultados

### Maratona Aquática
| Evento:        | Ouro:                      | Tempo   | Prata:                 | Tempo   | Bronze:                    | Tempo   |
| 5 km Masculino | Alexei Akatiev Rússia      | 55:18   | Ky Hurst Austrália     | 55:24   | Luca Baldini Itália        | 55:37   |
| 5 km Masculino | Erica Rose Estados Unidos  | 59:23   | Edith van Dijk Holanda | 1:00.58 | Peggy Büchse Alemanha      | 1:01.05 |
| 25 km Feminino | Alexei Akatiev Rússia      | 5:05.42 | David Meca Espanha     | 5:07.22 | Gabriel Chaillou Argentina | 5:07.52 |
| 25 km Feminino | Tobie Smith Estados Unidos | 5:31.20 | Peggy Büchse Alemanha  | 5:32.19 | Edith van Dijk Holanda     | 5:38.06 |

### Natação
| Evento:            | Ouro:                                                                        | Tempo      | Prata:                                                                              | Tempo    | Bronze:                                                              | Tempo    |
| Livre              |                                                                              |            |                                                                                     |          |                                                                      |          |
| 50 m Masculino     | Bill Pilczuk Estados Unidos                                                  | 22.29      | Alexander Popov Rússia                                                              | 22.43    | Michael Klim Austrália Ricardo Busquets Porto Rico                   | 22.47    |
| 50 m Feminino      | Amy Van Dyken Estados Unidos                                                 | 25.12      | Sandra Völker Alemanha                                                              | 25.32    | Ying Shan China                                                      | 25.36    |
| 100 m Masculino    | Alexander Popov Rússia                                                       | 48.93 CR   | Michael Klim Austrália                                                              | 49.20    | Lars Frölander Suécia                                                | 49.53    |
| 100 m Feminino     | Jenny Thompson Estados Unidos                                                | 54.95      | Martina Moravcová Eslováquia                                                        | 55.09    | Ying Shan China                                                      | 55.10    |
| 200 m Masculino    | Michael Klim Austrália                                                       | 1:47.41    | Massimiliano Rosolino Itália                                                        | 1:48.30  | Pieter van den Hoogenband Holanda                                    | 1:48.65  |
| 200 m Feminino     | Claudia Poll Costa Rica                                                      | 1:58.90    | Martina Moravcová Eslováquia                                                        | 1:59.61  | Julia Greville Austrália                                             | 1:59.92  |
| 400 m Masculino    | Ian Thorpe Austrália                                                         | 3:46.29    | Grant Hackett Austrália                                                             | 3:46.44  | Paul Palmer Reino Unido                                              | 3:48.02  |
| 400 m Feminino     | Yan Chen China                                                               | 4:06.72    | Brooke Bennett Estados Unidos                                                       | 4:07.07  | Dagmar Hase Alemanha                                                 | 4:08.82  |
| 1500 m Masculino   | Grant Hackett Austrália                                                      | 14:51.70   | Emiliano Brembilla Itália                                                           | 15:00.59 | Daniel Kowalski Austrália                                            | 15:03.94 |
| 800 m Feminino     | Brooke Bennett Estados Unidos                                                | 8:28.71    | Diana Munz Estados Unidos                                                           | 8:29.97  | Kirsten Vlieghuis Holanda                                            | 8:32.34  |
| Costas             |                                                                              |            |                                                                                     |          |                                                                      |          |
| 100 m Masculino    | Lenny Krayzelburg Estados Unidos                                             | 55.00 CR   | Mark Versfeld Canadá                                                                | 55.17    | Stev Theloke Alemanha                                                | 55.20    |
| 100 m Feminino     | Lea Loveless Estados Unidos                                                  | 1:01.16    | Mai Nakamura Japão                                                                  | 1:01.28  | Sandra Völker Alemanha                                               | 1:01.47  |
| 200 m Masculino    | Lenny Krayzelburg Estados Unidos                                             | 1:58.84    | Ralf Braun Alemanha                                                                 | 1:59.23  | Mark Versfeld Canadá                                                 | 1:59.39  |
| 200 m Feminino     | Roxana Maracineanu França                                                    | 2:11.26    | Dagmar Hase Alemanha                                                                | 2:11.45  | Mai Nakamura Japão                                                   | 2:12.22  |
| Peito              |                                                                              |            |                                                                                     |          |                                                                      |          |
| 100 m Masculino    | Fred Deburghgraeve Bélgica                                                   | 1:01.34    | Qiliang Zeng China                                                                  | 1:01.76  | Kurt Grote Estados Unidos                                            | 1:01.93  |
| 100 m Feminino     | Kristy Kowal Estados Unidos                                                  | 1:08.42    | Helen Denman Austrália                                                              | 1:08.51  | Lauren Van Oosten Canadá                                             | 1:08.66  |
| 200 m Masculino    | Kurt Grote Estados Unidos                                                    | 2:13.40    | Jean-Christophe Sarnin França                                                       | 2:13.42  | Norbert Rózsa Hungria                                                | 2:13.59  |
| 200 m Feminino     | Ágnes Kovács Hungria                                                         | 2:25.45 CR | Kristy Kowal Estados Unidos                                                         | 2:26.19  | Jenna Street Estados Unidos                                          | 2:26.50  |
| Borboleta          |                                                                              |            |                                                                                     |          |                                                                      |          |
| 100 m Masculino    | Michael Klim Austrália                                                       | 52.25 CR   | Lars Frölander Suécia                                                               | 52.79    | Geoff Huegill Austrália                                              | 52.90    |
| 100 m Feminino     | Jenny Thompson Estados Unidos                                                | 58.46 CR   | Ayari Aoyama Japão                                                                  | 58.79    | Petria Thomas Austrália                                              | 58.97    |
| 200 m Masculino    | Denys Sylant'yev Ucrânia                                                     | 1:56.61    | Franck Esposito França                                                              | 1:56.77  | Tom Malchow Estados Unidos                                           | 1:57.26  |
| 200 m Feminino     | Susie O'Neill Austrália                                                      | 2:07.93    | Petria Thomas Austrália                                                             | 2:09.08  | Misty Hyman Estados Unidos                                           | 2:09.98  |
| Medley             |                                                                              |            |                                                                                     |          |                                                                      |          |
| 200 m Masculino    | Marcel Wouda Holanda                                                         | 2:01.18    | Xavier Marchand França                                                              | 2:01.66  | Ron Karnaugh Estados Unidos                                          | 2:01.89  |
| 200 m Feminino     | Yanyan Wu China                                                              | 2:10.88 CR | Yan Chen China                                                                      | 2:13.66  | Martina Moravcová Eslováquia                                         | 2:14.26  |
| 400 m Masculino    | Tom Dolan Estados Unidos                                                     | 4:14.95    | Marcel Wouda Holanda                                                                | 4:15.53  | Curtis Myden Canadá                                                  | 4:16.45  |
| 400 m Feminino     | Yan Chen China                                                               | 4:36.66    | Yana Klochkova Ucrânia                                                              | 4:38.60  | Yasuko Tajima Japão                                                  | 4:39.45  |
| Revezamento Livre  |                                                                              |            |                                                                                     |          |                                                                      |          |
| 4x100 m Masculino  | Scott Tucker Neil Walker Jon Olsen Gary Hall Jr. Estados Unidos              | 3:16.69 CR | Adam Pine Richard Upton Michael Klim Chris Fydler Austrália                         | 3:16.97  | Roman Egorov Denis Pimankov Vladislav Kulikov Alexander Popov Rússia | 3:18.45  |
| 4x100 m Feminino   | Lindsey Farella Barbara Bedford Amy Van Dyken Jenny Thompson Estados Unidos  | 3:42.11    | Sandra Völker Franziska van Almsick Simone Osygus Katrin Meissner Alemanha          | 3:43.11  | Sarah Ryan Rebecca Creedy Angela Kennedy Susie O'Neill Austrália     | 3:43.71  |
| 4x200 m Masculino  | Daniel Kowalski Grant Hackett Michael Klim Ian Thorpe Austrália              | 7:12.48 CR | Pieter van den Hoogenband Mark van der Zijden Martijn Zuijdweg Marcel Wouda Holanda | 7:16.77  | Paul Palmer G Meadows A Clayton J Salter Reino Unido                 | 7:17.33  |
| 4x200 m Feminino   | Franziska van Almsick Dagmar Hase Silvia Szalai Kerstin Kielgass Alemanha    | 8:01.46    | Christina Teuscher Lindsay Benko Brooke Bennett Jenny Thompson Estados Unidos       | 8:02.88  | Julia Greville Anna Windsor Petria Thomas Susie O'Neill Austrália    | 8:04.19  |
| Revezamento Medley |                                                                              |            |                                                                                     |          |                                                                      |          |
| 4x100 m Masculino  | Matt Welsh P Rogers Michael Klim Chris Fydler Austrália                      | 3:37.98    | Lenny Krayzelburg Kurt Grote Neil Walker Gary Hall Jr. Estados Unidos               | 3:38.56  | Attila Czene Norbert Rózsa P Horvath A Zubor Hungria                 | 3:39.53  |
| 4x100 m Feminino   | Lea Loveless-Maurer Kristy Kowal Amy Van Dyken Jenny Thompson Estados Unidos | 4:01.93    | Meredith Smith Helen Denman Petria Thomas Susie O'Neill Austrália                   | 4:05.12  | Mai Nakamura Masami Tanaka Ayari Aoyama Sunika Minamoto Japão        | 4:06.27  |

Legenda
| Recorde mundial       | Recorde mundial (World record)               |                       | Recorde africano                      | Recorde africano (African) |                                           | Q | Classificado por posição (Qualified) |
| Recorde do campeonato | Recorde do campeonato (Championship record)  | Recorde da América    | Recorde da América (Americas)         | q                          | Classificado por melhor tempo (Qualified) |   |                                      |
| Melhor marca do ano   | Melhor marca do ano (World leading)          | Recorde asiático      | Recorde asiático (Asian)              | DNS                        | Não largou (Did not start)                |   |                                      |
| Recorde nacional      | Recorde nacional (National record)           | Recorde europeu       | Recorde europeu (European)            | DNF                        | Não terminou (Did not finish)             |   |                                      |
| Recorde pessoal       | Recorde pessoal do atleta (Personal best)    | Recorde da Oceania    | Recorde da Oceania (Oceania)          | DSQ / DQ                   | Desclassificado (Disqualified)            |   |                                      |
| Recorde da temporada  | Recorde da temporada do atleta (Season best) | Recorde sul-americano | Recorde sul-americano (South America) | NM                         | Sem marca (No mark)                       |   |                                      |

### Nado Sincronizado
| Discipline | Ouro                                   | Pontos | Prata                                  | Pontos | Bronze                                 | Pontos |
| Solo       | Olga Sedakova Rússia                   | 99,304 | Virginie Dedieu França                 | 98,154 | Miya Tachibana Japão                   | 97,530 |
| Dueto      | Olga Sedakova e Olga Brusnikina Rússia | 99,073 | Miya Tachibana e Miya Tachibana Rússia | 98,060 | Virginie Dedieu e Myriam Lignot Canadá | 97,323 |
| Equipe     | Rússia                                 | 99,317 | Japão                                  | 98,104 | Estados Unidos                         | 96,829 |

### Saltos Ornamentais
| Evento                                | Ouro                                                | Prata                                                 | Bronze                                                |
| Trampolim 1m Masculino                | Zhuocheng Yu China 417,54 pts                       | Troy Dumais Estados Unidos 415,74 pts                 | Holger Schlepps Alemanha 398,31 pts                   |
| Trampolim 1m Feminino                 | Irina Lashko Rússia 296,07 pts                      | Vera Ilyina Rússia 288,06 pts                         | Zhang Jing China 260,31 pts                           |
| Trampolim 3m Masculino                | Dmitry Sautin Rússia 750,90 pts                     | Yilin Zhou China 694,92 pts                           | Vassili Lisovski Rússia 651,60 pts                    |
| Trampolim 3m Feminino                 | Yuliya Pakhalina Rússia 544,62 pts                  | Jingjing Guo China 518,76 pts                         | Chantelle Michell Austrália 515,07 pts                |
| Trampolim 3m Sincronizado Masculino   | Hao Xu e Zhuocheng Yu China 313,50 pts              | Alexander Mesch e Holger Schlepps Alemanha 308,28 pts | Shannon Roy e Dean Pullar Austrália 305,16 pts        |
| Trampolim 3m Sincronizado Feminino    | Irina Lashko e Yuliya Pakhalina Rússia 282,30 pts   | Lang Rao e Rongiuan Li China 276,18 pts               | Kathy Pesek e Tracy Bonner Estados Unidos 263,91 pts  |
| Plataforma 10m Masculino              | Dmitry Sautin Rússia 750,90 pts                     | Liang Tian China 699,30 pts                           | Jan Hempel Alemanha 624,15 pts                        |
| Plataforma 10m Feminino               | Olena Zhupina Ucrânia 550,41 pts                    | Yuyan Cai China 536,25 pts                            | Li Chen China 519,45 pts                              |
| Plataforma 10m Sincronizado Masculino | Sun Shuwei e Liang Tian China 326,34 pts            | Michael Kuehne e Jan Hempel Alemanha 308,28 pts       | Alexander Varlamov e Igor Loukashin Rússia 304,02 pts |
| Plataforma 10m Sincronizado Feminino  | Olena Zhupina e Svetlana Serbina Ucrânia 278,28 pts | Yuyan Cai e Li Chen China 276,54 pts                  | Kristin Link e Lindsay Long Estados Unidos 265,47 pts |

### Pólo Aquático
| Evento    | Ouro    | Prata   | Bronze              |
| Masculino | Espanha | Hungria | Sérvia e Montenegro |
| Feminino  | Itália  | Holanda | Austrália           |